# Первое российское страховое общество
Первое российское страховое общество (полное название — «Первое российское страховое общество, учрежденное в 1827 году», также «Российское страховое общество» и «Российское страховое от огня общество») - первая в России акционерная (коммерческая) страховая компания. Уставный капитал (основной капитал) – 4 млн.рублей, разделен на 10 тыс. именных акций. Основной вид страхования – страхование от огня. Учреждено 22 июня 1827 года - дата одобрения устава Общества императором Николаем I, указ об образовании от 27 июля (8 августа) 1827. Упразднено (ликвидировано) в 1918 году вместе с остальными страховыми компаниями.

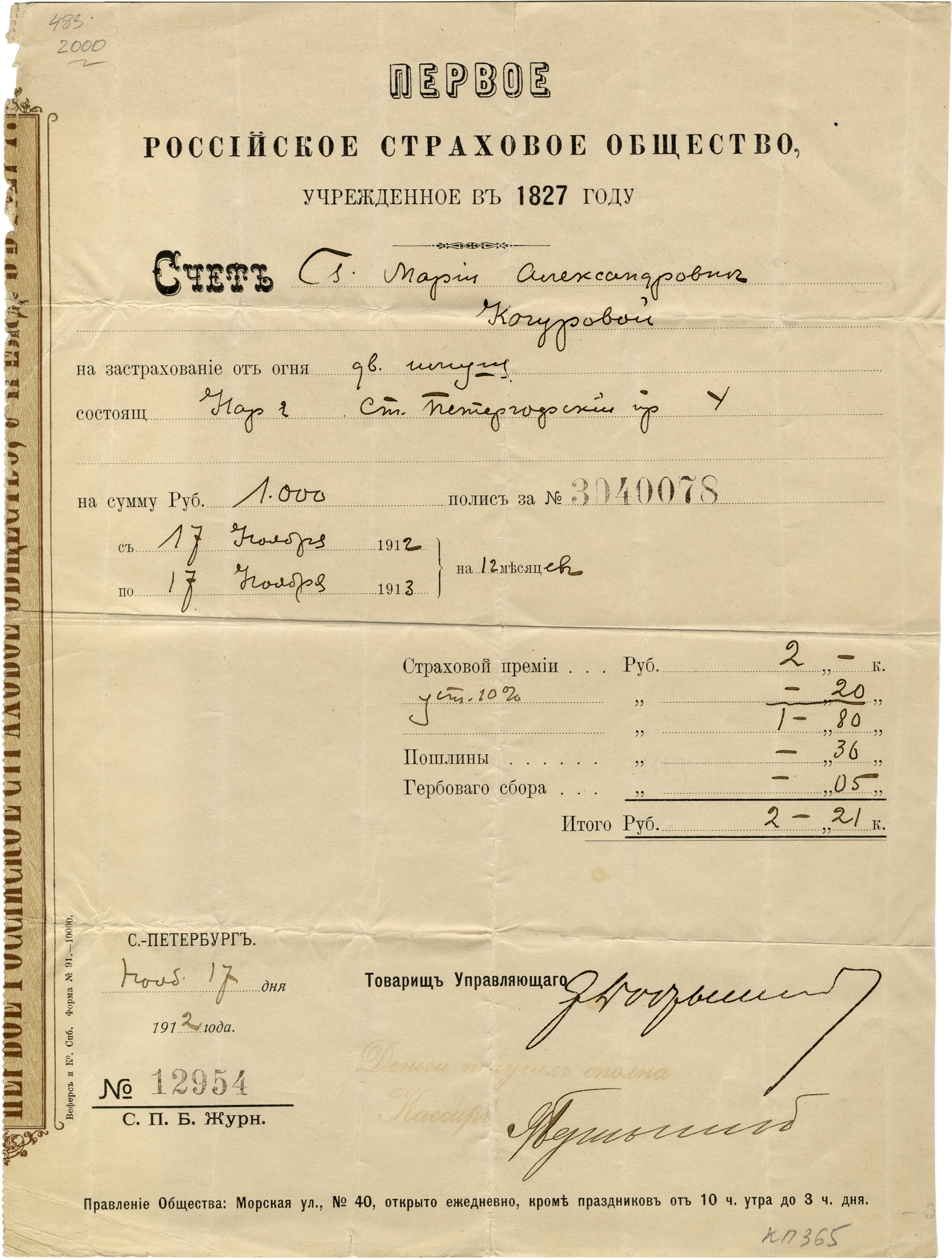
Счет Первого российского страхового общества на страхование имущества от огня на сумму 1000 рублей

## История создания
В 1820 году закрывается Страховая экспедиция, созданная при Заёмном банке. Возникает «страховой вакуум» - Государственный заёмный банк требует страхования принимаемых в залог строений, а страховать их было негде. При этом в Российской империи на тот момент успешно действует английская страховая компания «Феникс» (The Phoenix, первая в истории страховая компания, страхующая от пожаров).
В 1822 году министр финансов Гурьев вносит в Государственный совет представление о закрытии Заёмного банка и учреждении Государственной страховой конторы. Практически одновременно в Государственный совет поступило прошение от владельцев пяти крупных коммерческих компаний - «Штиглиц и Ко», «Томсон Бонар и Ко», «Мейер Брюкснер и Ко», «Блессиг и Ко», «Сыновья Алексея Жадимеровского». Эти коммерсанты (считается, что основная инициатива принадлежала Л.И.Штиглицу) предложили для страхования строений от пожаров создать в Санкт-Петербурге акционерную страховую компанию «Санкт-Петербургский Феникс». Однако последовавшие в 1823-25 годах события - смена министра финансов (в 1823 году Д.А.Гурьева сменил Е.Ф.Канкрин), смерть Александра I и 
восшествие на престол Николая I, восстание декабристов - задержали создание этой компании.
В 1823 году Государственный совет поручает министру финансов Канкрину подготовить обоснованное решение - какому варианту создания страховой компании отдать предпочтение - государственной или частной (акционерной).
В 1825 году начинается подготовка нормативно-правовой базы для частного (акционерного) страхования в России. Главным сторонником именно частного, а не государственного страхования был весьма влиятельный царедворец граф Мордвинов. Именно им была предложена реализованная схема - страховое общество будет частным, но будет работать под патронажем и контролем государства, решая, в том числе, и государственные задачи. Сложился своего рода тандем - основную работу по подготовке нормативной базы и лоббированию этого проекта взял на себя граф Мордвинов, а практически вся организационная работа была проделана бароном Штиглицем.

## Учредители и руководители
Председатели правления:
- Н.С.Мордвинов (1827-1844);
- А.Ф.Орлов (1844-1861);
- Д.А.Оболенский (1862-1880);
- А.И.Проворов (1881-1902);
- В.А.Половцев (1902-1914).

## Деятельность

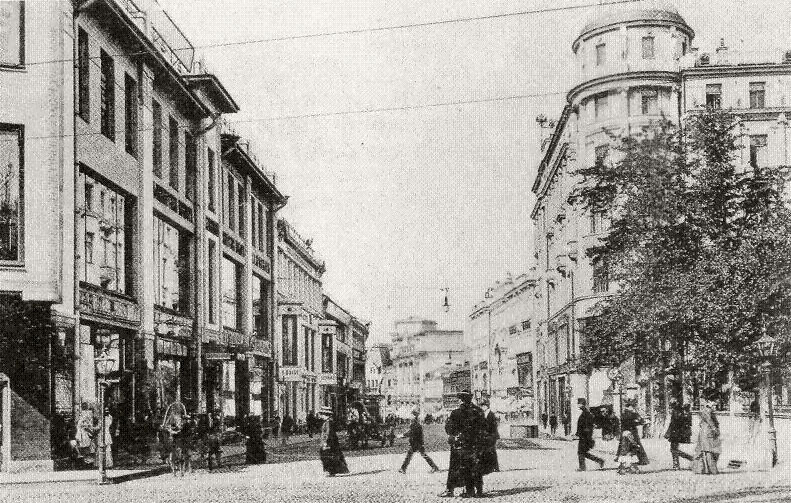
Новый дом Первого Страхового общества на углу Кузнецкого моста и Б.Лубянки(справа,около 1906 года)

При создании общество получило монополию на страхование от огня на 20 лет (до 1847 года) и было полностью освобождено от налогов (за исключением государственной пошлины в 25 копеек с каждой тысячи рублей страховых сумм). Первый страховой полис был выписан Обществом 14 октября 1827 года, страхователем стала жена графа Мордвинова, застраховавшая на 120 тыс.руб принадлежавшее ей домовладение. С момента основания «Первое страховое общество» занималось страхованием лишь каменных строений, его клиентами были состоятельные люди.
Деятельность Общества была очень успешной (в том числе — вследствие монопольного положения). Дивиденды составляли 40-50 % годовых, а цена акций выросла с 57 рублей 14 копеек в 1827 году до 600 рублей в 1850. Круг страховых операций Общества был существенно расширен в феврале 1915 года, когда к страхованию от огня были добавлены (путём внесения изменений в устав Общества) следующие виды страхования:
- страхование от перерывов в производстве;
- страхование от несчастных случаев;
- страхование грузов;
- страхование каско всех видов транспорта;
- страхование гражданской ответственности;
- страхование жизни;
- страхование имущества.

За 20 лет монопольной работы на рынке Обществом было застраховано («принято на страх») недвижимости на 1,8 млрд.руб.